# Alain Jessua
Alain Jessua (Parijs, 16 januari 1932 - Évreux, 30 november 2017) was een Frans filmregisseur, scenarioschrijver en romanschrijver.

## Levensloop
Alain Jessua begon op 19-jarige leeftijd te werken als regieassistent bij Jacques Beckers film Casque d'or, waarna hij als assistent werkte bij films van Yves Allégret (Mam'zelle Nitouche) en Max Ophüls (Madame de... en Lola Montes). In 1956 regisseerde hij zijn eerste kortfilm, Léon la lune, een stomme film over een dag van een Parijse zwerver. Hij won hiermee de Prix Jean Vigo.
Zijn eerste lange speelfilm La Vie à l'envers won in 1964 de prijs voor beste eerste film op het filmfestival van Venetië. Op het filmfestival van Cannes in 1967 won hij de prijs voor beste scenario voor zijn tweede speelfilm Jeu de massacre. Jessua regisseerde tussen 1956 en 1997 tien films. Hij schreef ook acht romans.
Jessua was getrouwd met de actrice Anna Gaylor, met wie hij een zoon kreeg. Alain Jessua overleed in 2017 op 85-jarige leeftijd.

## Filmografie
- Léon la lune (1956)
- La Vie à l'envers (1964)
- Jeu de massacre (1967)
- Traitement de choc (1973)
- Armaguedon (1977)
- Les Chiens (1979)
- Paradis pour tous (1982)
- Frankenstein 90 (1984)
- En toute innocence (1988)
- Les Couleurs du diable (1997)